# Муравский, Мацей
Мацей Муравский (пол. Maciej Murawski; 20 февраля 1974 года, Зелёна-Гура, Польша) — польский футболист, защитник. Известный по выступлениям за клуб «Легия» и сборную Польши. Участник чемпионата мира 2002 года.

## Клубная карьера
Муравский является воспитанником клуба «Зрыв», в профессиональном футболе дебютировал в клубе «Полония».  В 1998 году он перешёл в «Легию», c которой в сезоне 2001/2002 выиграл Чемпионат Польши и Кубок Экстраклассы. Также участвовал в играх квалификационной и основной частей Кубка УЕФА.

## Карьера в сборной
В составе национальной сборной Муравский дебютировал 6 апреля 2000 года в товарищеском матче со сборной Нидерландов. Всего в составе сборной провёл 6 матчей, в которых не забил голов. Принимал участие в одном матче на чемпионате мира 2002 года.

## Тренерская карьера
После завершения карьеры футболиста Муравский попробовал карьеру тренера в родном для себя городе Зелёна-Гура в клубе «Лехия». В дальнейшем тренировал клуб «Завиша». Кроме того, Мацей работал экспертом на телеканалах Eurosport Polska и Canal+ Polska.

## Достижения
«Легия»
- Чемпион Польши (1): 2001/02
- Обладатель Кубка Экстраклассы (1): 2002